# Nessuno è solo
Nessuno è solo este al treilea album al cântărețului italian Tiziano Ferro.

## Lista pieselor
| Italian edition CD: 0724353655426 (jewelcase) - 0724353655426 (slidepack) |                                             |                     |                               |         |  |
| Nr.                                                                       | Titlu                                       | Autor(i)            | Producător(i)                 | Lungime |  |
| 1.                                                                        | „Tarantola d'Africa”                        | Tiziano Ferro       | Tiziano Ferro, Michele Canova | 4:40    |  |
| 2.                                                                        | „Ti scatterò una foto”                      | Ferro               | Ferro, Canova                 | 4:33    |  |
| 3.                                                                        | „Ed ero contentissimo”                      | Ferro               | Ferro, Canova                 | 4:13    |  |
| 4.                                                                        | „Stop! Dimentica”                           | Ferro               | Ferro, Canova                 | 3:49    |  |
| 5.                                                                        | „E fuori è buio”                            | Ferro, Diana Tejera | Ferro, Canova                 | 3:43    |  |
| 6.                                                                        | „Salutandotiaffogo”                         | Ferro               | Ferro, Canova                 | 3:43    |  |
| 7.                                                                        | „E Raffaella è mia”                         | Ferro               | Ferro, Canova                 | 3:15    |  |
| 8.                                                                        | „La paura che...”                           | Ferro               | Ferro, Canova                 | 4:00    |  |
| 9.                                                                        | „Baciano le donne” (feat. Biagio Antonacci) | Ferro               | Ferro, Canova                 | 3:09    |  |
| 10.                                                                       | „Già ti guarda Alice”                       | Ferro               | Ferro, Canova                 | 4:08    |  |
| 11.                                                                       | „Mio fratello*”                             | Ferro               | Ferro, Canova                 | 4:00    |  |